# AX Большого Пса
AX Большого Пса (лат. AX Canis Majoris) — двойная затменная переменная звезда типа Алголя (EA) в созвездии Большого Пса на расстоянии приблизительно 11412 световых лет (около 3499 парсеков) от Солнца. Видимая звёздная величина звезды — от более +16m до +14,5m. Орбитальный период — около 2,6225 суток.